# 차기 군단급 무인기

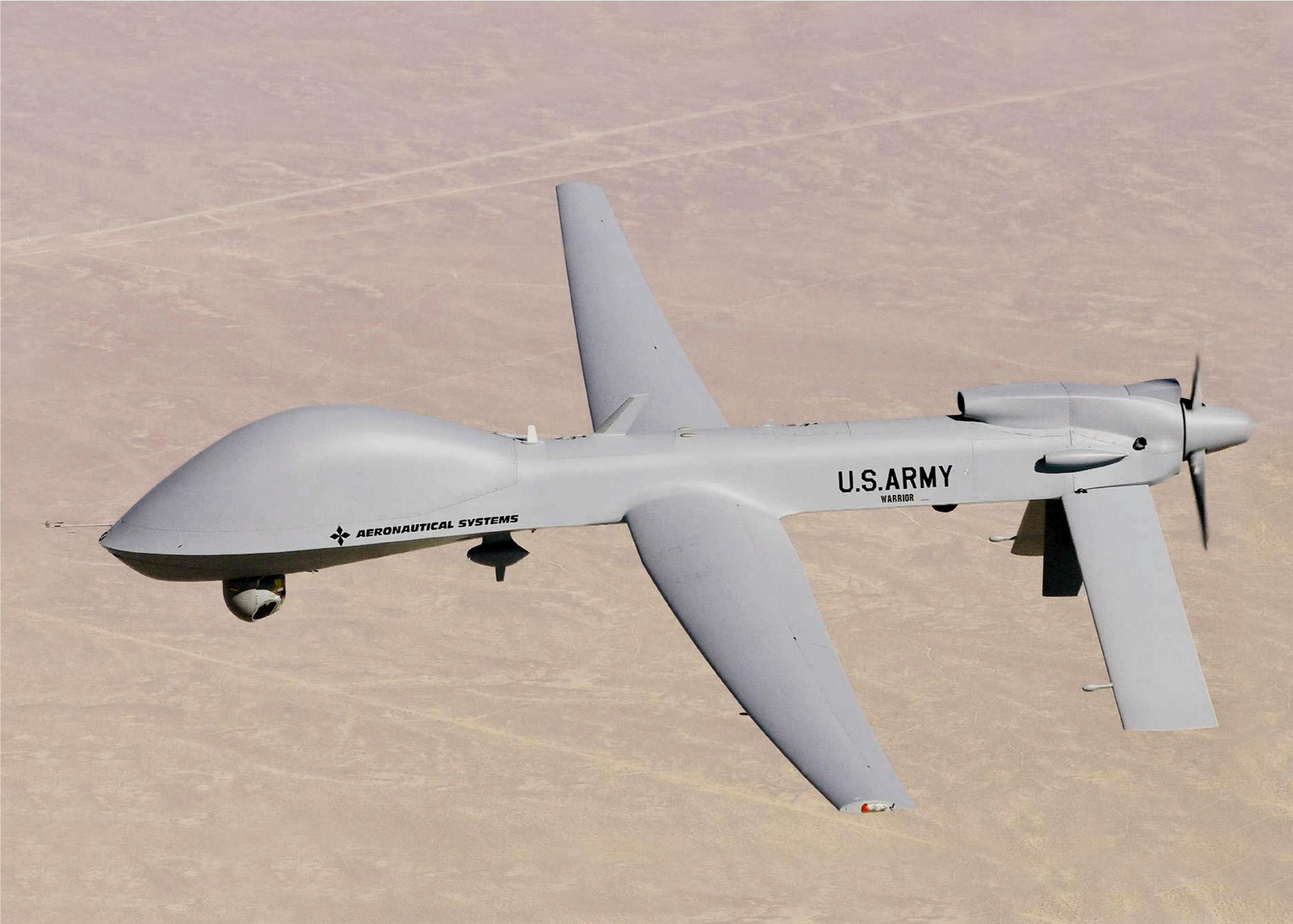
차기 군단급 무인기는 미국의 MQ-1C 그레이 이글과 동급의 성능을 갖추는 것을 목표로 개발되고 있다.

차기 군단급 무인기 (MCUAV-II 또는 UAV-II)는 한국 국방과학연구소와 한국항공우주산업 (KAI)가 개발하고 있는 RQ-101 송골매 무인기의 후속기이다. 2012년부터 2017년까지 체계개발을 완료할 예정이었으나 개발과정에서 기체 파손 및 일부 성능 미달로 사업이 중단되었다가 2020년 7월 재개되었다. 차기 군단급 무인항공기는 고성능 EO/IR 카메라 및 SAR를 장착하고 있으며 지상통제장비와 비행체 간에 직접통신 외에 위성통신 방식도 사용한다. 무인기의 성능은 대한민국 국군의 국방개혁에 따라 넓어진 군단의 작전 영역을 감시정찰 할 수 있을 정도로 성능 목표는 향상되었다.

## 역사
2012년 10월 30일, KAI가 개발업체로 선정되었다. 2017년까지 개발을 완료하고 2020년에 실전배치할 계획이다. 송골매 무인기에 비해 작전반경과 비행시간이 2배 이상 향상되고 감시, 정찰 능력과 표적 위치추적 기능이 강화된다. 양산비용은 3500억원이다.
기존의 송골매 무인기는 운용반경 200 km (중계기 이용), 순항거리 1,200 km, 체공시간 6 시간이다.
차기 군단급 무인기는 송골매에 비해 길이 3배, 적재중량 6배, 비행시간 3배이며, SAR도 탑재할 계획이다. SATCOM도 장착가능하다.
한국판 그레이 이글 개발 사업이다. MQ-1C 그레이 이글과 무게가 똑같이 1.7톤이다.
주한미군은 2017년 MQ-1C 그레이 이글 12대를 전북 군산공군기지로 들여온 뒤, 2018년 2월 해당 중대를 창설해 운용하고 있다. 그레이 이글은 적외선 카메라 등 감시 장비를 탑재하고 최대 8.8km 상공에서 30시간가량, 최고 시속 280km로 비행할 수 있다. 군산기지에서 1시간 남짓 비행으로 평양까지 도달 가능하며 북한 지휘부 시설을 1m 오차 내에서 은밀히 타격할 수 있는 것으로 평가받고 있다.
복수의 군 소식통에 따르면 최소 4대 이상의 MQ-9 리퍼가 2019년 12월 군산 미 공군기지에 배치된 것으로 알려지고 있다. 미 전략수송기 C-17 글로브마스터III 4대가 지난해 말 미국의 최대 무인기 기지이자 원격조종 통제본부가 위치한 네바다주 크리치 공군기지에 잠시 기착했다가 군산기지에 도착했다. 리퍼는 무게 5톤으로, 상당히 대형 무인기이며, 헬파이어 미사일로 무장한다. 무게 10톤 글로벌 호크는 헬파이어 미사일 무장을 못하는 순수한 정찰기다.
원래 한국은 1990년대 후반에 이스라엘 서처-2 무인기를 수입해 군단급 무인기로 사용했다. 서처-2가 1998년에 공개되었으므로, 개발되자 마자 수입한 것으로 보인다. 그 후에 국산 RQ-101 송골매를 개발해 군단급 무인기로 사용했다. 2014년 IAI 헤론 3대를 구매했다. 2020년 현재 휴전선 전방의 군단들이 IAI 헤론 2대, 서처 10여대, 송골매 30여대를 사용중이다. 서처-2는 무게 500 kg으로, 무게 1톤인 미국 MQ-1 프레데터의 절반 크기이다. 송골매는 무게 290 kg으로, 서처 보다 작다. 그런데, 차기 군단급 무인기의 무게는 1700 kg으로, 매우 대형화되었다.
한편, 무게 10톤 글로벌 호크를 수입했는데, 이것은 전방의 육군 군단 소속이 아니라 공군 소속이다.
| 비교 | 바이락타르 TB2 | RQ-101 송골매 | MQ-1 프레데터 | IAI 헤론 | MQ-1C 그레이 이글 | 차기 군단급 무인기 UAV-II | 서처 II | RQ-2 파이오니어 | MQ-9 리퍼 | 공군용 중고도 무인기 KUS-FS MUAV |
| 무게 | 630 kg         | 290 kg        | 1020 kg       | 1100 kg  | 1633 kg           | 1700 kg                   | 500 kg  | 205 kg          | 4760 kg   | 5750 kg                          |

## 연평도 포격
2010년 11월 23일, 북한이 연평도 포격 도발을 감행했다. 한국군 2명이 전사하고 16명이 부상했다. 한국인 민간인 2명이 사망하고 3명이 부상을 입었다.
이 사건 직후, 한국군은 군단급 무인기인 송골매 무인기의 성능이 미흡하다고 판단, 2012년 8월 긴급히 외국산 무인기 수입을 요청했다. 당시 육군은 4개 군단이 국내 개발 송골매를, 2개 군단이 이스라엘산 서처 II를 각각 운용하고 있었다. 2015년 이스라엘 IAI 헤론 무인기 3대로 결정되었으며, 이스라엘 IAI는 400여억 원을 제시했다.
그동안 한국군에서 언급된 군단급 무인기들의 제원을 비교하면 다음과 같다:
- 송골매 무인기,  대한민국 KAI, 무게 290 kg, 체공시간 6시간
- 서처 II,  이스라엘 IAI, 무게 426 kg, 체공시간 18시간
- IAI 헤론,  이스라엘 IAI, 무게 1,100 kg, 체공시간 52시간, 대당 90억원
- MQ-9 리퍼,  미국 제너럴 아토믹스, 무게 4,760 kg, 체공시간 14시간
- 차기 공군용 중고도 무인기 (KUS-FS),  대한민국 대한항공, 무게 5,750 kg, 체공시간 24시간
- 차기 육군용 군단급 무인기 (UAV-II),  대한민국 KAI, 무게 1,700 kg, 대당 67억원

## 중국
2015년 9월, 국가정보원은 KAI 사천공장에서 근무하고 있는 차기 군단급 무인기 연구인력에 대한 신원조회를 하는 과정에서 중국 국적 2명이 포함된 사실을 확인했다. 사정당국은 2명의 컴퓨터 하드와 보조기억장치 등에서 무인기의 설계도면을 비롯해 각종 주요 군사자료를 확보했다. 이 사업은 한국군의 주요 전략사업이기 때문에 외국인이 연구개발에 참여하는 것 자체가 금지되어 있다. 송골매에 비해 작전반경과 비행시간이 2배 이상 향상돼 주변국들도 큰 관심을 보이는 2조원 규모의 대형 사업이다.

## 추락
2016년 7월 23일, 충남 논산 육군항공학교에서 UAV-Ⅱ 초도비행이 이뤄졌으나, 이륙 직후 추락했다. ADD 비행제어팀 소속 담당자가 무인기의 고도·속도·풍향을 측정하는 장비의 좌표 신호체계를 반대로 입력한 것으로 드러났다. 방위사업청은 중대한 업무상 과실이므로 ADD 비행제어팀 5명에게 완파된 시제기 67억원을 배상하라고 처분했다.

## 제원
일반 특성
- 길이: 13.8 m
- 최대임무중량: 300 kg
- 최대이륙중량: 1700 kg

성능
- 순항거리:
- 운용반경: 400 km (중계기 이용)
- 체공시간: 18 시간

## 같이 보기
- RQ-101 송골매 - 2000년 국방과학연구소와 한국항공우주산업이 개발한 대한민국 최초의 국산 무인기